# Dysäv
Dysäv (Eleocharis multicaulis) är en växtart i familjen halvgräs.